# Xavier Muñoz
Francisco Xavier Muñoz Chávez (Cuenca, 1946/1947) es un abogado y político ecuatoriano que ocupó la alcaldía de Cuenca durante dos periodos no consecutivos.

## Trayectoria
Inició su vida política siendo electo prefecto provincial de Azuay por el Partido Conservador Ecuatoriano con el 32.47% de los votos. Ocupó el cargo entre 1978 y 1983.
En 1984 fue elegido alcalde de Cuenca por el Partido Demócrata para el periodo 1984-1988 con el 37.24%.
Luego de la desaparición del Partido Demócrata se unió al partido Democracia Popular. De la mano del mismo fue elegido en las elecciones legislativas de 1990 diputado nacional en representación de Azuay y en las elecciones seccionales de 1992 para un segundo periodo como alcalde de Cuenca, alcanzando el 40.26% de los votos.
Para las elecciones de 1996 intentó ser reelegido a la alcaldía, pero fue derrotado por el arquitecto Fernando Cordero Cueva, quien centró su campaña en criticar lo que consideraba como falta de obras durante la administración de Muñoz.
Para las elecciones legislativas de 1998 fue elegido diputado nacional en representación de Azuay por la Democracia Popular. Al poco tiempo fue nombrado Superintendente de Compañías por el presidente Jamil Mahuad, manteniendo el cargo durante la presidencia de Gustavo Noboa.
A finales de enero de 2000 fue incluido en la terna para elegir al nuevo vicepresidente de la república luego del derrocamiento del presidente Mahuad. Muñoz fue apoyado por los legisladores del partido Izquierda Democrática y obtuvo 18 votos contra los 91 que recibió Pedro Pinto Rubianes, quien fue finalmente designado vicepresidente.
Para las elecciones seccionales de 2004 se presentó como candidato a la prefectura de Azuay por la Democracia Popular, pero fue superado por Paúl Carrasco, candidato de la Izquierda Democrática.